# Obligation climat
Dans le domaine de la finance verte (ou finance environnementale) et plus précisément de la « finance carbone », les « obligations climat » (« Climate bonds » pour les anglophones), qui font partie des « obligations vertes (« Green bonds »), sont des instruments financiers à revenu fixe (d’où leur dénomination d’obligations) proposés comme l’un des moyens de financer la transition énergétique et/ou l’atténuation des effets du changement climatique (via le financement des énergies renouvelables, de l'efficacité énergétique, de transports moins émissifs en gaz à effet de serre, d’une gestion plus durable de l'eau, des déchets (via leur valorisation énergétique notamment) et de la pollution ou des bulles de chaleur urbaines, etc.
Ces « obligations climat » sont une classe d'actifs relativement nouvelle, qui a pris son essor en 2016, et qui semble se développer rapidement.
Selon le Climate Bond Standards Board (CBSB), les obligations Climat permettent d’emprunter en fonction d'avantages économiques futurs espérés, pour permettre les investissements nécessaires aujourd'hui pour obtenir ces avantages futurs.
En 2016 leur volume était estimé à 160 milliards de dollars (dont 70 milliards émis en 2016) , ce qui est encore très peu par rapport au potentiel selon les promoteurs des obligations climat.

## Aspects historiques
Depuis le sommet de la Terre de Rio qui (en 1992) a reconnu l’existence de 4 crises majeures pour l’humanité (biodiversité, climat, forêt, désertification) et a produit deux conventions mondiales (sur le climat et sur la biodiversité), de nouveaux outils financiers sont recherchés dans le monde pour notamment doper la production d’énergies vertes, améliorer l’efficacité énergétique, réduire la pollution induite par les énergies fossiles et la dépendance énergétique, et réduire les émissions de gaz à effet de serre.
- En 2001, les élus du Conseil municipal de San Francisco ont approuvé une autorité responsable de l’émission et de la gestion d’obligations municipales (un outil financier qui n’a pas d’équivalent en France) orientées vers le climat. Ceci s’est fait via un amendement à la charte de la ville, dénommé "obligations solaires". Ces obligations doivent financer l’accélération des énergies renouvelables (solaire et éolien notamment) mais aussi l’efficacité énergétique des logements, des bâtiments tertiaires et publics[2]. Cette proposition était alors clairement motivée par la nécessité pour la ville de prendre des mesures significatives de lutte contre le changement climatique[3]. Ce fonds a renforcé le programme d'énergie renouvelable de la ville, administré par la Commission des services publics de San Francisco, dite CleanPowerSF[4].
- Des années 2000 à 2010, l'idée d'obligations vertes mobilisant le capital privé[5] progresse et se décline localement sur les sujets de l'énergie et du climat[6].
- en 2017, la Banque européenne d'investissement (BEI) a émis un emprunt obligataire indexé sur les actions (equity index-linked bond), qui est devenu le premier produit à revenu fixe de l’investissement socialement responsable[7]. Cet outil dit «Climate Awareness Bond» a servi à financer des projets d’énergie renouvelable et d’efficacité énergétique.
- En 2018, la Banque mondiale a ensuite été la première au monde à émettre une « obligation verte », de type «plain vanilla» (à la différence des obligations climatiques émises par la BEI)[8]
- Le marché des obligations vertes a par la suite rapidement augmenté en ce qui concerne les émissions puisque de 2015 à 2016 (en un an), selon la « Climate Bonds Initiative » il y a eu une hausse de 92% des émissions d’obligations vertes, qui s’élèvent alors à 92 milliards de dollars[9], D'autres types d’émetteurs se sont mis à émettre des obligations vertes dont par exemple Apple qui fut en 2016 la première entreprise de technologie à émettre une obligation verte. La Pologne a été le premier pays souverain à en émettre (fin 2016)[10].
- Au début de 2019, aucun Français ne figure parmi les personnes (issues de banques ou organismes financiers ou de gestion du risque) représentées dans le comité du CBI (Climate Bonds Initiative)[11].

## Enjeux
La question du financement de la transition écologique et énergétique, et notamment celui des politiques d'adaptation est l'un des problèmes et enjeux les plus récurrents et difficiles des négociations internationales sur le climat. Les sommes nécessaires sont énormes et augmentent d'autant plus qu'on attend.

## Objectifs et actions éligibles
Les « obligations climat » comme leur nom l'indique se rapportent au climat. Via la levée de fonds qu’elles constituent (fonds ensuite remboursés aux porteurs avec intérêt) elles ont trois grands objectifs finaux affichés (éventuellement conjoints) :
1. constituer un placement attrayant pour ceux qui apportent l'argent ;
2. financer des mesures d’atténuation, de mitigation du changement climatique, c'est-à-dire de réduction des émissions de gaz à effet de serre (par exemple en développant des sources d’énergie propre, renouvelables, locales et sûres ; en développant l’efficacité énergétique, en finançant la restauration de stocks ou puits de carbone…) ;
3. financer des mesures d'adaptation au changement climatique (par exemple des opérations de lutte contre les inondations dans le delta du Nil, la restauration de mangroves protectrices du trait de côte ou d'une barrières de corail, etc.).

Un objectif sous-jacent est de ne pas passer par des taxes ou des impôts nouveaux mal acceptés par les entreprises et les citoyens, surtout s'ils sont mal compris. Mais pour chaque obligation climat émise, une dette est néanmoins créée, dette que la collectivité (ou l'entreprise le cas échéant) devra ensuite payer ; coût qui devra être in fine payé par le citoyen d'une manière ou d'une autre) ; Pour ce qui concerne les mesures d'atténuation, les revenus de nouvelles sources d’énergie (non fossiles) et des économies d’énergie espérées pourront y contribuer. Par contre les mesures d’adaptations, si elles sont très rentables quant aux coûts futurs évités, ne génèrent généralement pas de revenus directs ou à hauteur de leur coût initial.

## Émetteurs
Comme les obligations « classiques », les « obligations climatiques » peuvent être émises par un État, une banque, une société (publique ou privée) ou une collectivité territoriale.
L'entité émettrice annonce et garantit le remboursement de l'obligation sur une certaine période, ainsi qu'un taux de rendement (fixe ou variable).

## Définitions et principes financiers
La plupart des « obligations climat » sont des titres adossés à des actifs, éventuellement soumis à un cantonnement financier (ringfencing).
En 2009, le PNUE dans un document sur les investisseurs et le changement climatique (écrit par Mackenzie et Ascui) différentie bien l’obligation verte de l’obligation climatique, même si la seconde est une forme et une extension de la première. Selon ce document les obligations vertes sont émises [...] pour lever des fonds pour un projet environnemental. Des obligations climatiques [sont] émises [...] pour lever des fonds qui seront investis dans la réduction des émissions ou l’adaptation au changement climatique. ”
Les obligations climatiques sont des « obligations thématiques », similaires dans leur principe aux obligations ferroviaires du XIXe siècle, aux obligations de guerre du début du XXe siècle ou qui ont financé certaines liaisons routières des années 60.
Les obligations thématiques sont conçus pour:
- permettre au capital institutionnel - fonds de pension, gouvernementaux, d’assurances et fonds souverains - d'investir dans des domaines considérés comme stratégiquement et politiquement importants pour leurs parties prenantes, et présentant le même profil de risque de crédit et de rendement que les obligations « standard » ;
- fournir aux gouvernements un moyen d’affecter des fonds à l’atténuation des changements climatiques (ce qui pourrait aussi être fait avec des écotaxes ou des défiscalisations de certains investissements) ;
- Envoyer un signal politique fort aux autres parties prenantes.

L'émetteur de l'obligation doit promettre aux investisseurs que tous les fonds ainsi réunis iront exclusivement à des programmes ou actifs liés à la protection du climat et/ou à l’adaptation au changement climatique.

## Besoins en investissements
Ils sont très importants, puisque évalués à au moins quelques dizaines de milliers de milliards de dollars (jusqu'à 1 000 milliards de dollars par an dans les décennies à venir) selon le CBSB.
Le marché obligataire mondial a atteint 83 000 milliards de dollars en 2008, selon IFSL Research. Des « obligations climat » pourraient être émises chaque année à concurrence de 500 milliards de dollars sur 20 ans sans pour autant épuiser la capacité du marché mondial.

## Certifications
L’investisseur doit être « sécurisé » par une instance qui aura vérifié que la levée de fonds a bien des objectifs exclusivement climatiques.
Le « Climate Bond Standards Board» (CBSB) (basé à Londres s'est autoproclamé pour cette mission. Il se définissant comme « organisme à but non lucratif axé sur l'investisseur » s’étant donné 3 missions :
1. Soutenir des projets démonstrateurs et suivre le marché des obligations climat au sein du marché obligataire ;
2. Développer des standards de confiance ;
3. Fournir du conseil et de modèles de politiques.

Ce CBCB a mis en place son propre programme de certification des obligations climatiques, présenté comme étant au service d’une transition rapide vers une « économie sobre en carbone et résiliente au climat », via des « obligations vertes et climatiques » destinées à réduire le coût du capital nécessaire à cela, tant pour les « marchés développés= qu'émergents.
Pour le reste ces « obligations à thème » fonctionnent en grande partie comme des instruments de dette classiques. Ce sont des actifs pondérés par le risque (Risk-Weighted Assets) et faisant l’objet d’un Notation financière habituelle en fonction de la solvabilité de l'émetteur. L’obligation est négociable (quand les conditions du marché le permettent) sur les marchés obligataires secondaires internationaux, avec d’éventuelles spéculation financière ou possibilités de blanchiment d’argent.
Ces instruments peuvent théoriquement être émis à tous les niveaux du Marché obligataire (marché des titres à revenu fixe), des États souverains aux entreprises.

## Avantages/inconvénients des obligations vertes

### Avantages
Une hypothèse est que l’ONU, les gouvernements ou les banques et acteurs privés manqueraient de fonds pour financer, seuls, la transition énergétique globale, nécessaire et urgente. Ils gagneraient donc à financièrement collaborer pour cela. Un des principes mis en avant par la finance verte est que la croissance de ses marchés obligataires offre des opportunités croissantes de financement de certains objectifs de développement durable, via la « croissance verte ».
Depuis les années 2000 au moins, des « obligations vertes » se développent, dont pour créer des infrastructures énergétiques ou économiques se voulant propres et durables, qui ont besoin de financement. Certains porteurs de projets ont ainsi un accès facilité aux marchés des capitaux et de la dette. Il faut cependant qu'ils puissent avoir des impacts écologiques vérifiables par rapport à certains objectifs principes et critères (ODD concernés de l’ONU par exemple). Déjà utilisées dans les pays en développement ces obligations contribuent au développement d’énergies renouvelables, de transport plus durable, de production, assainissement et distribution d'eau.
Les obligations vertes auraient ainsi – selon Moodies (2016)- mobilisé plus de 93 milliards de dollars en 2016 au profit de projets et d'actifs à impacts environnementaux positifs et cette somme pourrait passer à plus de 200 milliards de dollars en 2017. Cependant ces obligations ne constitueraient en 2016 encore que 1% environ du total des obligations émises dans l’année, alors que d’énormes investissements étaient encore faits au profit des énergies fosssiles.
Selon un rapport du Réseau de connaissances sur le climat et le développement (en) (CDKN) et du cabinet d’audit PricewaterhouseCoopers, le marché des obligations vertes, bien que contribuant à l’endettement, offre trois avantages pour un pays ou une entité solvable (capable de rembourser sa dette) en recherche d’argent pour financer la transition énergétique :
1. apport de fonds facilité, car le modèle des obligations est bien connu - et donc rassurant -pour les banques et de les investisseurs. Les institutions financières n'ont besoin que de peu de nouvelles connaissances ou capacités et les investisseurs seront rassurés par l’engagement des états et d’institutions telles que la banque mondiale ou la BEI qui laissent espérer des retours sur investissements significatifs[17] ;
2. Les pays émergents y ont accès (s'ils sont solvables et pour des projets aux coûts moins élevés et/ou garantis par la coopération internationale) [17] ;
3. Les obligations climat intéressent la finance en tant que pouvant catalyser un développement futur des marchés nationaux et mondiaux des capitaux et du système financier plus largement au-delà des projets liés à l'environnement[17].

### Inconvénients, limites, critique et controverses
Le principe des obligations Climat, et plus généralement des obligations vertes suscite aussi des critiques, dont au niveau international.
Divers auteurs (tels que Ysuke Matsuzaki, dans la revue « Nikkei Asian Review » ) et des ONG craignent, pointent ou dénoncent des dérives de type Greenwashing et/ou de marchandisation du vivant profitant aux banques, aux grandes entreprises plus qu'au climat parfois. Cette approche favorise un nouvel endettement public, et détourne en outre du principe pollueur-payeur (PPP), qui est selon M Khan un instrument juridique, économique, éthique, et un principe cardinal et « juste » (au sens de la justice climatique) s'il est appliqué globalement et
équitablement au service de la protection du climat.
Les mêmes ou d’autres dénoncent le fait que les obligations climat doivent faire appel appel à des Agences de notation, à des banques et à des mécanismes capitalistiques, ainsi qu'à de nombreuses entités financières (souvent multinationales) qui pratiquent l’optimisation fiscale), qui ont contribué à la crise de 2008 tout en ayant été renfloué par de l'argent public, qui souvent finance aussi les industries et les énergies polluantes, et qui se sont jusqu’ici montrées incapables de protéger le climat ou de ne pas encourager la surexploitation de ressources naturelles pas, peu, couteusement ou difficilement renouvelables (eau, air, sol, foncier, forêts, biodiversité, ressources halieutiques ou en métaux et terres rares, etc.). En outre le manque de transparence et de traçabilité des investissements boursiers et bancaires est une source d’opacité de ces marchés, qui favorise, outre le greenwashing, le détournement de l’argent des investisseurs au profit de buts ou mécanismes qui profiteraient plus aux entreprises (même à des entreprises dégradant le climat) qu’au climat planétaire, aux populations et habitats naturels et ressources à protéger. Ce type de situation est déjà fréquente dans le contexte de l’aide humanitaire, de la santé et de l’aide au développement (où les financements sont pourtant souvent plus transparents que dans la finance bancaire et internationale).

D’autres crainte concernent un manque d'ambition dans les critères d’éligibilité (d'écoéligibilité en particulier). Ils craignent ou dénoncent aussi un manque de compétences dans les domaines des énergies renouvelables, du climat et de la biodiversité chez les financiers et investisseurs privés, et/ou une mise en cause des références écologiques ou de critères de soutenabilité des investissements associées à certaines obligations  (ce qui aboutit - par exemple - déjà à des plantations de monocultures d’espèces exotiques jugées plus rentables à la place de forêts sauvages ou à forte naturalité, aux soutiens à des agrocarburants aux écobilans douteux, à des opérations vitrines non efficaces dans le temps faute d’une gestion mise en place, ou de conditions socioéconomiques nécessaires (défaut qui a déjà fait échouer de nombreuses d’opérations de lutte contre la désertification, le braconnage, la déforestation, la surchasse, la surpêche, etc.) au détriment, potentiellement, de la cause du climat, et des ODD.
Ainsi en mai 2017, la Climate Bonds Initiative a refusé d'inscrire une obligation «verte» émise par le groupe pétrolier espagnol Repsol. Le produit des obligations devait être affecté à des initiatives visant à améliorer l'efficacité des activités de production de pétrole et de gaz de la société ; Repsol présentant ces obligations comme vertes. Une ONG a fait valoir que, même si les projets réduiraient les émissions de CO2, la stratégie de développement durable de l’entreprise n’allait pas assez loin d’un point de vue environnemental pour la classer comme verte. Vigeo Eiris (agence de notation) avait pourtant certifié les références écologiques de l’obligation Repsol. et cette même agence avait déjà en 2016 été impliquée dans une autre controverse sur les obligations vertes. Western Sahara Resource Watch, une ONG soutenue par un syndicat norvégien, a pris pour cible l'agence de notation après avoir certifié un lien vert qui financerait la production de projets solaires par une agence gouvernementale marocaine dans le territoire occupé illégalement dans le Sahara occidental.
Noël Amenc dans le journal Le Monde estimait en 2015 que comme l'a montré une étude de l'Edhec on peut réduire l’empreinte carbone d’un portefeuille tout en lui assurant une meilleure rentabilité , mais que les investisseurs ne vont pas naturellement se tourner vers la finance verte/carbone. Une des raisons en est que - par rapport aux produits financiers traditionnels - le marché sait moins bien évaluer les conséquences en ce qui concerne la valeur boursière du changement climatique et des futures régulations publiques. Pour en outre montrer combien les grandes agences de notations prennent mal (ou pas du tout) en compte les critères environnementaux, il rappelle que juste avant le scandale Volkswagen, «  ».

## Tendances et demandes en obligations vertes
Ce marché est encore émergent. Mais selon ses promoteurs, dans le contexte de l'engagement mondial de transition vers une économie verte et sobre en carbone (ex Stratégie bas-carbone en F), la demande en obligations vertes a depuis 2010 augmenté rapidement chez les investisseurs : ces propriétaires et gestionnaires de fonds veulent ainsi diversifier et sécuriser leurs portefeuilles d’investissement, et parfois recherchent une satisfaction éthique (éventuellement au-delà du rendement financier).
Selon le rapport « Better Business, Better World » de la « Commission des entreprises et du développement durable » (commission de 37 personnes, créée par Mark Malloch Brown (qui en est aussi président, également ancien ministre anglais, ex-vice-secrétaire général des Nations unies et membre important de l’International Crisis Group…) et Paul Polman (PDG d’Unilever à Davos en janvier 2016, pour évaluer quantitativement le bénéfice économique que tirerait les entreprises de l’atteinte des 17 ODD ( Objectifs de développement durable) des Nations unies visant à éliminer la pauvreté et la faim, réaliser l'égalité des sexes et lutter contre le changement climatique en 2030 : Au moins 12 000 milliards de dollars américains existent en en « opportunités de marché pour les entreprises s’inscrivant dans des modèles économiques durables » .
l’ONU a estimé en 2016 qu’il manquait encore 2,5 billions de dollars pour la atteindre des objectifs de développement durable (ODD), dont 1 billion de dollars/an nécessaire à la transition vers des énergies propres et sûres …alors que les énergies carbonées sont, elles, encore abondamment soutenues par la finance internationale (dont charbon, gaz naturel, pétrole bitumineux, gaz de schiste…). Diverses ONG et personnalités comme Nicolas Hulot en France appellent à un effort équivalent à celui mené pour les reconstructions qui ont suivi les guerres mondiales (un plan Marshall vert, plutôt financé par une écotaxe « juste » et/ou une taxe Tobin).
L’un des ODD où la «finance verte» a déjà été mobilisée, avec un relatif succès est l’action en faveur des énergies propres et du climat, dans le cadre de la préparation et de la concrétisation de l'Accord de Paris sur le climat (en vigueur depuis novembre 2016, après que 196 pays se soient engagés à réduire leurs émissions de gaz à effet de serre). Malgré ces progrès, des moyens financiers bien plus considérables sont encore nécessaires pour traduire en faits concrets les engagements pris par les pays pour une économie bas-carbone et plus résiliente au changement climatique. En particulier les pays pauvres bénéficient peu des obligations vertes, alors que par ailleurs la coopération décentralisées régresse ou peine à se développer dans la plupart des pays et régions.
En 2028/2019 on observe que les indicateurs du réchauffement montrent une situation qui s’aggrave plus vite que prévu au pôle nord, comme au pôle sud, que les émission de GES continuent à augmenter et que la plupart des pays ne tiennent pas leurs engagements.
Le secteur public ne pourrait au mieux assurer que 10 à 20% des besoins, environ 80% à 90% du financement devrait donc provenir du secteur privé via le « marché des capitaux », et à moindre échelle d’autres sources telles que l’assurance et le pair-à-pair.
Certains experts de la finance estiment que le marché des obligations vertes pourrait se développer considérablement, en attirant de nouveaux émetteurs et investisseurs, plus diversifiés.

## Alternatives ou moyens complémentaires
Parmi les outils du marché ou opérant sur le marché figurent aussi :
- l’écotaxe et la taxe carbone à condition qu’elle soit réellement affectées à des objectifs climatiques ;
- le tiers-investisseur